# Mahaci Murtazaliev
Mahaci Murtazaliev (n. 4 iunie 1984, Kedi⁠(d), RSFS Rusă, URSS) este un luptător ce a reprezentat Rusia, medaliat olimpic. A participat la o ediție a Jocurilor Olimpice (2004) în care a câștigat o medalie de bronz.

## Participări
Lista de mai jos prezintă principalele competiții la care a participat Mahaci Murtazaliev de-a lungul carierei.
- wrestling at the 2004 Summer Olympics – men's freestyle 66 kg[*]